# アシュモレアン博物館
アシュモレアン博物館（アシュモリアン博物館、アシュモール博物館、Ashmolean Museum of Art and Archeology [æʃˈməʊlɪən, ˌæʃməˈlɪən])）とは、イギリスに所在する世界最初の大学博物館である。正式名称：アシュモレアン美術・考古学博物館。最初の建物は、イギリスの政治家で錬金術研究者で好古家のイライアス・アシュモールが1677年オックスフォード大学に寄贈した「驚異の部屋」の収納のために建てられた。
1678年 - 1683年まで「驚異の部屋」として使われ、1683年6月6日にアシュモレアン博物館として開館した。2006年から2009年の間に拡張のために、一度閉鎖した。

## 沿革
収蔵品はイライアス・アシュモール自身が集めた物と、庭師で旅行家にして収集家であったジョン・トラデスカント、および同じ名前の息子ジョン・トラデスカントから入手した物で、古銭、書物、版画、地質標本、動物標本（そのひとつにヨーロッパで見られた最後のドードー鳥の剥製があったが、虫食いがひどかったため1755年に頭部と爪のひとつを除いて破棄された）が含まれていた。博物館は1683年5月24日に開館し、オックスフォード大学最初の化学教授で自然科学者のロバート・プロット が最初の学芸員（Keeper）職に就任した（1973年より、学芸員（Keeper）職は館長 (Dirctor) 職と変更された）。
その後、種々の標本は新しい博物館に移されて、ブロード・ストリートの建物（後に「オールド・アシュモレアン」として知られ、それはサー・クリストファー・レンもしくはロバート・ウッドによるものとされる）は、オックスフォード英語辞典のスタッフのための事務所として使われた。1924年からはオックスフォード科学史博物館として、世界最大のアストロラーベコレクションやルイス・エヴァンスがオックスフォード大に寄贈した科学装置のコレクションを展示している。
現在の建物は、チャールズ・コッカレルのデザインによる新古典主義建築で、1845年にボーモント・ストリートに建てられている。建物の東翼はテイラー研究所図書館、オックスフォード大学近代語学部（現・中世および近代語学部）の施設が占めていた。本館にはイライアス・アシュモールとジョン・トラデスカント父子による当初のコレクションはもちろんのこと、膨大な考古学資料や芸術作品が納められている。芸術作品の中にはラファエル前派の最も優れたコレクションの一つに数えられる絵画や、同じくマジョリカ陶器、英国銀器のコレクションが含まれる。考古学部門においては、アーサー・エヴァンズの遺贈品である非常に優れたギリシャとミノアの陶器のコレクションが含まれている。同部門にはまた、古代エジプトおよびスーダンの古代遺物の幅広いコレクションを所蔵している。なお同館ではエジプト学の進歩のためにグリフィス研究所を主催している。

## 盗難
1999年12月31日、泥棒が隣接する建物の足場を使ってアシュモレアン博物館の屋根に登り、天窓を破って侵入、ポール・セザンヌの油絵「オーヴェル＝シュル＝オワーズの眺望」を盗み出した。賊は同じ部屋にあった他の作品には手をつけず、また盗品が売りに出されることもなかったため、何者かの依頼にもとづく美術品盗難事件ではないかと推測されている。

## 改修
アシュモレアン博物館の内部は近年広範囲に渡って現代化され、現在ではレストランと大きなギフトショップが含まれている。
2001年には、アシュモレアンの旧蔵書に古代文明・考古学および美術の歴史に専念したコレクションを合わせて拡張された蔵書が、サックラー図書館としてオープンした。 

## 施設
毎日午前10時から午後5時まで開館。

## 主な収蔵品
- 「アルフレッドの宝石」
- ミケランジェロ、ラファエロ、レオナルド・ダ・ヴィンチによる線描
- ジョゼフ・ターナーの水彩画、油彩画
- パオロ・ウッチェロ、ピエロ・ディ・コジモ、ジョン・コンスタブル、クロード・ロラン、パブロ・ピカソの油彩画
- トーマス・エドワード・ロレンス（「アラビアのロレンス」）の所有したアラブの儀礼服
- オリバー・クロムウェルのデスマスク
- パロス島年代記 - 現存する最古の、ギリシャの年代記の典型である
- ポウハタン酋長のマントル（外套）
- ガイ・フォークス（1605年の「火薬陰謀事件」の実行犯とされる）が所持していたランタン
- メサイア・ストラディバリウス（バイオリン、アントニオ・ストラディバリ作）
- アーサー・エヴァンズのミノア文明コレクション（クレタ島外で最大のコレクション）
- ナルメル王の棍棒頭（メイスヘッドmace head）、さそり王の棍棒頭